# همه‌پرسی استقلال سودان جنوبی

جنوب سودان که همه‌پرسی استقلال در آن برگزار خواهد شد.
آبیی که منطقه مرزی نفت‌خیز و مورد مناقشه است.
در منطقه بلندی‌های نوبه و استان نیل آبی رایزنی عمومی برای جدایی از شمال سودان برگزار شد.
منطقه دارفور.
منطقه تحت کنترل شورشیان موسوم به جبهه شرقی سودان.

همه‌پرسی استقلال جنوب سودان از شمال آن کشور بخشی از توافق‌نامه جامع صلح بود که در تاریخ ۹ ژانویه ۲۰۰۵ میلادی بین جنبش آزادی‌بخش خلق سودان و حکومت مرکزی سودان به امضا رسید و به دومین جنگ داخلی سودان خاتمه داد. در این همه‌پرسی سودان جنوبی از کشور سودان جدا شد.
همه‌پرسی استقلال جنوب سودان از ۹ ژانویه تا ۱۶ ژانویه ۲۰۱۱ میلادی به مدت یک هفته، در منطقه خودمختار جنوب سودان برگزار شد. در تاریخ ۳۰ ژانویه ۲۰۱۱ میلادی، اولین نتیجه کامل همه‌پرسی استقلال جنوب سودان حاکی از آن بود که ۹۹.۵۷ درصد از مردم سودان جنوبی به جدایی از شمال رای داده‌اند.
نتایج تعیین مالکیت منطقه مرزی نفت‌خیز آبیه از حساس‌ترین موضوعات همه‌پرسی استقلال جنوب سودان از شمال بود. براساس آمار پیش از انتخابات، رسانه‌های بین‌المللی پیش‌بینی می‌کردند که انتظار برود که اکثر مردم جنوب سودان به این همه‌پرسی برای استقلال کامل از سودان، رای مثبت دهند.
در نهایت با رای بیش از ۹۸ درصد، سودان پاره شد و کشور نو سودان جنوبی تشکیل گشت.

## تاریخچه
مناقشه میان شمال و جنوب سودان از بدو استقلال آن کشور از بریتانیا و مصر در سال ۱۹۵۵ میلادی تا سال ۲۰۰۵ میلادی، منجر به دو جنگ داخلی و جان‌باختن دست‌کم ۲ میلیون نفر شده‌است. تفاوت‌های شمال و جنوب سودان، این کشور را به دو بخش متمایز تبدیل کرده‌است. منطقه‌ای مرفه‌تر، با مذهب اسلام و زبان عربی در شمال و جمعیتی بیشتر مسیحی یا از پیروان باورهای سنتی قبیله‌ای در جنوب و یکی از فقیرترین مناطق جنگ‌زده جهان که به دلیل سال‌ها نزاع، تبعیض و درگیری‌های قبیله‌ای با دولت مرکزی سودان به ویرانی کشیده شده‌است.
جنوب سودان سرشار از منابع نفتی است. این منطقه ۵،۸ میلیون نفر جمعیت دارد که ۹۰ درصد اهالی آن زیر خط فقر زندگی می‌کنند.

## تهدیدهای حکومت مرکزی سودان قبل از آغاز همه‌پرسی
عمر البشیر، رئیس جمهور سودان گفته‌بود که در صورت جدایی سودان جنوبی از بخش شمالی آن کشور، قانون اساسی سودان تغییر خواهد کرد و در قانون اساسی جدید زبان عربی تنها زبان، اسلام تنها دین و قوانین شریعت تنها قانون در سودان خواهد بود. وی هم‌چنین هشدار داده بود که در صورتی که رهبران جنوب بخواهند «به زور»، مالکیت منطقه مرزی نفت‌خیز آبیه را از آن خود کنند، «جنگ در خواهد گرفت». اما کارشناسان سیاسی معتقدند که دلیل اصلی رای بالای مردم این بخش از سودان به جدایی، خودکامگی و استبداد بی‌حد و مرز عمر البشیر بوده‌است و با کنار رفتن وی احتمال اتحاد مجدد آن با سودان زیاد است.